# Międzygórze Jabłonkowsko-Koniakowskie

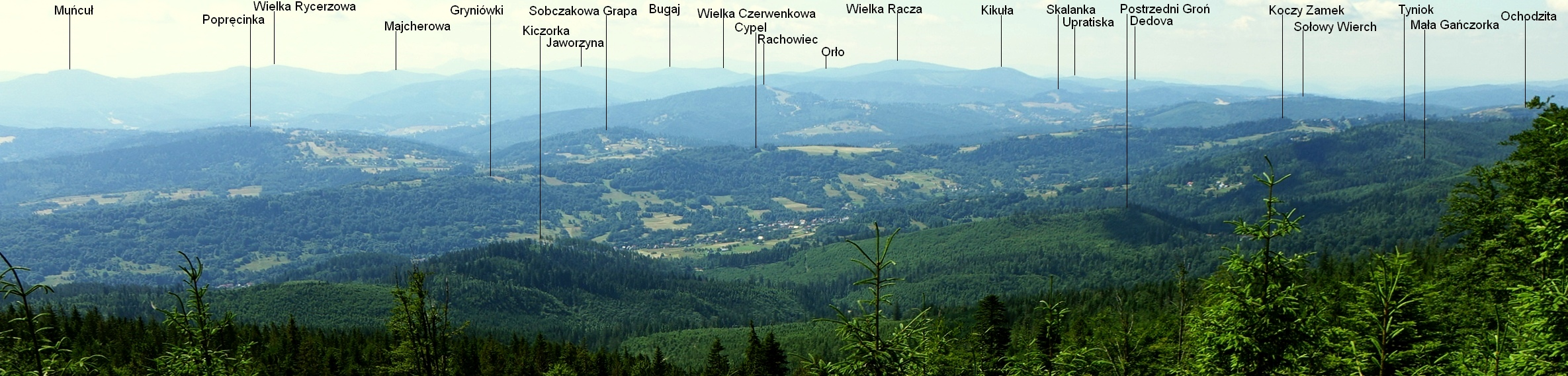
Międzygórze Jabłonkowsko-Koniakowskie, Beskid Żywiecki i Śląski

Międzygórze Jabłonkowsko-Koniakowskie (513.55) – region geograficzny o krajobrazie pogórza i niskich gór położony w Beskidach Zachodnich, w okolicy Koniakowa na pograniczu polsko-czesko-słowackim. Wydzielony jako mezoregion z indeksem 513.55 w ramach wieloautorskiej regionalizacji fizycznogeograficznej Polski z 2018 roku. Pod względem ukształtowania terenu stanowi wyraźne obniżenie pośrodku pierścienia sformowanego przez górskie bloki Beskidu Morawsko-Śląskiego, Beskidu Śląskiego, Beskidu Żywiecko-Orawskiego i Beskidu Żywiecko-Kisuckiego.

## Środowisko przyrodnicze
Region zajmuje terytorium 183 km², a w Polsce – obszar 100,5 km², co stanowi 55% całości. Rozpościera się w postaci niewielkiego czworoboku pomiędzy wsiami Istebna, Rajcza, Świerczynowiec i Mosty koło Jabłonkowa. Na północy sięga Przełęczy Koniakowskiej, na zachodzie – Przełęczy Jabłonkowskiej, na południu – Przełęczy Zwardońskiej, a na wschodzie – wzgórz z Pasma Zabawy, pozostawiając je w granicach regionu.
Międzygórze zostało wymodelowane w seriach fliszowych o mniejszej odporności na procesy denudacyjne niż budulce skalne regionów sąsiednich, w strefie nasunięcia płaszczowiny magurskiej na śląską – głównie w łupkach. Bardziej odporne wstawki piaskowcowe ostały się jako twardzielcowe wzniesienia. Deniwelacje osiągają wartości rzędu 100–300 m. Ważniejszymi kulminacjami są polska Ochodzita (895 m, najwyższy szczyt regionu) i czeska Girowa (840 m).
Oprócz administracyjnych granic trzech państw wspomnianych na wstępie, zbiegają się tutaj także granice zlewni Wisły, Odry, i Dunaju, a konkretnie Soły, Olzy i Kisucy. W pokryciu terenu przeważają lasy z nadreprezentacją świerka wśród naturalnych siedlisk bukowo-jodłowych, choć udział obszarów rolnych, przede wszystkim użytków zielonych, jest większy niż przeciętnie w Beskidach. Polska część regionu leży w zasięgu otuliny Żywieckiego Parku Krajobrazowego.

## Różnice w podziałach geograficznych
W regionalizacji fizycznogeograficznej Polski autorstwa Jerzego Kondrackiego z 1994 roku, region nie był wyodrębniony i stanowił tam część mezoregionu Beskidu Śląskiego. Bywał jednak definiowany jako jednostka w regionalnych podziałach geomorfologicznych w polskiej (jako Brama Koniakowska), czeskiej (jako Jablunkovské mezihoří) i słowackiej (jako Jablunkovské medzihorie) literaturze przedmiotu. Z uwagi na swoją odrębność region został w 2018 roku wyszczególniony przez polskich geografów jako mezoregion w ramach wieloautorskiej aktualizacji podziału fizycznogeograficznego kraju.